# Carmine Crocco
Carmine Crocco (5. června 1830 Rionero in Vulture – 18. června 1905) byl italský voják.

## Život
Během italské války za sjednocení bojoval nejdříve na straně Bourbonů. Stál v čele asi dvou tisíc mužů, se kterými praktikoval partyzánský způsob boje. Součástí jeho taktiky bylo ničení mlýnů a telegrafního vedení nebo přepady opozdilců. Později bojoval na straně Giuseppe Garibaldiho.
Jeho život byl námětem pro několik filmů.